# Руаль Амундсен
Ру́аль (Ру́алл) Е́нґельбреґт Ґра́внінґ А́мундсен (норв. Roald Engelbregt Gravning Amundsen; 16 липня 1872 — 18 червня 1928) — норвезький полярний мандрівник-дослідник і рекордсмен, «Наполеон полярних країн» за висловленням Р. Гантфорда.
Перша людина, що досягнула Південного полюса (14 грудня 1911 року). Перша людина (разом із Оскаром Вістінгом), що побувала на обох географічних полюсах планети. Окрім цього, повітряна трансарктична експедиція 1926 року під керівництвом Р. Амундсена була першою із заявлених про досягнення Північного полюса, чий результат ніким не ставиться під сумнів. Перший мандрівник, що здійснив морський перехід Північно-Західним проходом; відтак організував і очолив другу в історії успішну експедицію Північно-Східним морським шляхом (уздовж берегів Сибіру), — ставши, таким чином, першою людиною, що замкнула кругосвітну дистанцію за Полярним колом. Один із піонерів застосування авіації та повітроплавальних засобів — гідропланів і дирижаблів — в арктичних подорожах.
Загинув 1928 року під час пошуків зазналої суднотрощення експедиції Умберто Нобіле. Мав державні та громадські нагороди багатьох країн світу, зокрема найвищу державну нагороду США — Золоту медаль Конгресу, його іменем названі численні географічні й інші об'єкти.

## Походження. Сім'я

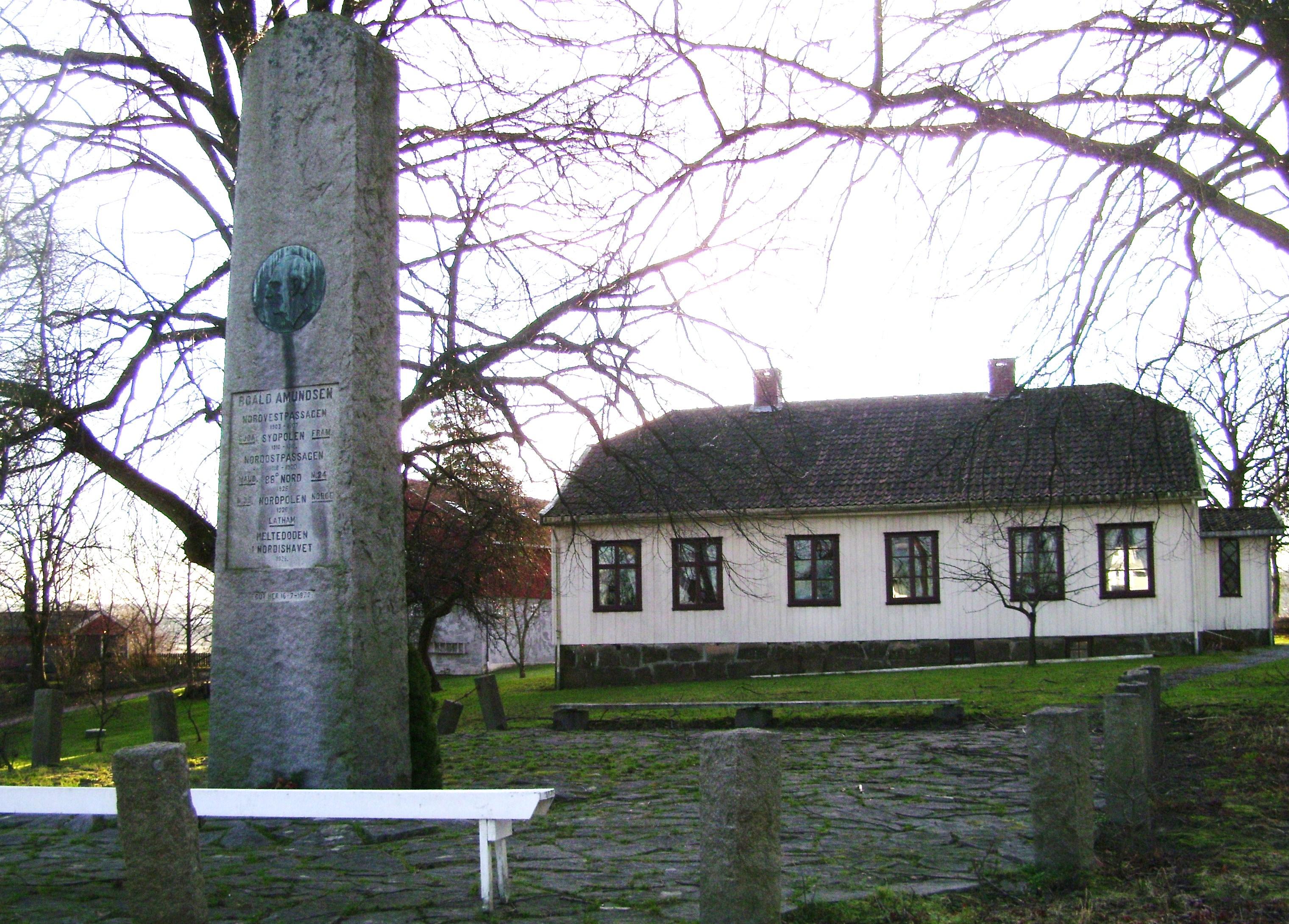
Дім в Борґе, де народився Руаль Амундсен. Фото 2011 року

Генеалогію роду Амундсенів можна простежити із XVII століття: це були селяни з острова Асмальой на кордоні Норвегії та Швеції. Прадід Руала зміг придбати землю на материку під Шеберґом. Дід Руаля був першим у роді, хто носив прізвище Амундсен, батько Руаля — Єнс Амундсен (1820—1886) — був четвертим із 12 дітей. Брати Амундсен, займаючись морською торгівлею, володіли спільним маєтком у Борґе, неподалік Сарпсборґа, де річка Ґломма впадала в Скаґеррак. До 1880-х років у власності родини було 20 вітрильників, пароплав і навіть власна корабельня.
Єнс Амундсен розбагатів під час Східної (Кримської) війни, поставляючи британським і французьким військам зерно та солому; його вітрильник «Фенікс» під час першої облоги Севастополя використовувався для розміщення англійських офіцерів. У 1866 році Єнс Амундсен здійснив рейс із Китаю до Куби, доставивши на кубинські цукрові плантації 300 китайських кулі. Про його характер свідчить такий епізод: під час плавання кулі збунтувалися, але все завершилось тим, що Єнс Амундсен змусив їх повісити ватажка.
У 1863 році, у віці 43 років він одружився з дочкою митного чиновника Ганною Генріке Ґуставою Салквіст. У родини було четверо дітей — усі сини:
1. Єнс Уле Антоні (сімейне прізвисько «Тоні»), народився в січні 1866 року в морі під час бунту китайських кулі. Рано проявив підприємницькі здібності, займався також винахідництвом: розробляв власні технології виробництва маргарину та сухого молока.
2. Ґустав Салквіст, народився 7 червня 1868 року. Здобув військову освіту, 1902 року дослужився до звання лейтенанта.
3. Леон, народився 4 вересня 1870 року. Закінчив комерційну гімназію, з 1892 року жив у Франції, де займався торгівлею вином. До розриву з Руалем виконував роль його особистого повіреного у справах.
4. Руал, народився 16 липня 1872 року.

## Дитинство та юність
Про ранні роки життя Амундсена відомо небагато. Дитинство його пройшло в лісах, що оточували батьківську садибу, в компанії братів і сусідських дітей, в якій Руал був наймолодшим . Руала в той час описували як «зазнайкуватого хлопчиська», якого легко роздратувати. Одним з його товаришів по іграх був майбутній дослідник Антарктики Карстен Борхгревінк . У школі Амундсен був стабільно найгіршим учнем, але виділявся впертістю і загостреним почуттям справедливості. Директор школи навіть відмовив йому в здачі випускного іспиту через побоювання зганьбити заклад. Амундсену довелося записуватися на випускні іспити окремо, і у липні 1890 року він з великими труднощами отримав атестат зрілості .
У 1886 році помирає батько — Єнс Амундсен. Мати — Густава Салквіст хотіла, щоб сім'я увійшла до складу інтелектуальної еліти країни, для чого перевезла сім'ю в Крістіанію (сучасне Осло), сімейний будинок розташовувався поблизу королівського палацу.
Починаючи з 15-16-річного віку Амундсен вів спартанський спосіб життя: сувора дієта, фізичні вправи, сон на відкритому повітрі навіть узимку, регулярні лижні походи. У 1892 році Амундсен пройшов медичну комісію, у висновку якої було написано: «Зріст — 180 см, об'єм грудної клітки на видиху — 87 см, на вдиху — 98 см»  .
За наполяганням матері Руал поступає на навчання до медичного факультету університету Осло. Проте, коли йому виповнилось 21 рік, після смерті матері (9 вересня 1893), Руал кидає навчання. Пізніше у своїй автобіографії Амундсен писав: « З величезним полегшенням покинув я … університет, щоб цілком віддатися здійсненню мрії свого життя» .Після смерті матері Амундсен знімає квартиру в Крістіанії, де живе разом із гувернанткою — шведкою Елізабет Густавсон, що піклувалась про нього із самого народження. Амундсен, за власними словами, ставився до неї як до матері. Для мандрівника, який ніколи не мав сім'ї, Бетті (так її звали у сім'ї) була берегинею домашнього вогнища .

## Перші експедиції

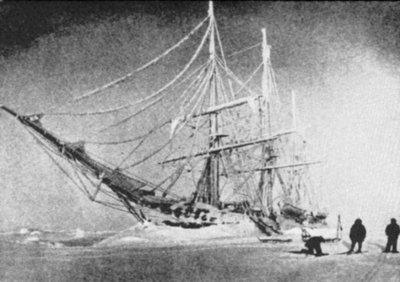
«Бельжика» у льодовому полоні. Фото Фредеріка Кука, 1898 рік

За словами Амундсена, він вирішив стати полярним мандрівником у 15 років, прочитавши книгу Дж. Франкліна про експедицію 1819—1822 рр., метою якої було знайти шлях з Атлантичного океану в Тихий навколо північних берегів Північної Америки. Але лише в 22 роки Амундсен уперше ступив на борт судна юнгою.
Суттєву роль у визначенні життєвих планів Амундсена зіграло знайомство з відомим норвезьким полярним дослідником Ейвіндом Аструпом. Вперше Руал побував на його лекції 25 лютого 1893, ще будучи студентом університету .
24 червня 1893 Амундсен був у натовпі, що проводжала «Фрам» Фрітьофа Нансена, відправляючи національну норвезьку експедицію до Північного полюсу. Навесні 1895 року Амундсен успішно склав іспит на штурмана і взяв участь у промисловому плаванні. 3 січня 1896 Руал та його брат Леон, імітуючи арктичний похід, вирішили перетнути зі сходу на захід Гардангервіддське плоскогір'я на заході Норвегії. Проте вони заблукали і ходили по ньому кругами, вже на четвертий день закінчилися запаси провізії. В «Автобіографії» цей епізод описаний як найнебезпечніша пригода, з якою він стикався у житті: під час ночівлі Руала замело снігом, а від втоми так звело м'язи, що він не міг поворухнутись. На щастя, брат Леон зумів відкопати його і витягти на повітря .
7 серпня 1896 Амундсен найнявся матросом у бельгійську антарктичну експедицію на судні «Бельжика» (Belgica) під командуванням бельгійського морського офіцера А. де Жерлаша), особовий склад якої був інтернаціональним. Метою походу було досягнення Південного магнітного полюса, у максимальному наближенні до нього належало висадити чотирьох дослідників з магнітометричним обладнанням, після чого судно повинно було відбути до Ріо-де-Жанейро і наступним антарктичним літом забрати берегову команду .
У зв'язку з тим, що в експедиції залишалися вакантні місця, Амундсен був підвищений у званні до штурмана і розміщений в офіцерському відсіку. Відпливши 16 серпня 1897, «Бельжика» прибула в Антарктиду 30 січня 1898 року. 8 березня, просуваючись на південь, корабель потрапив у льодовий затор, і екіпаж чекала незапланована зимівля. Дрейф тривав 13 місяців і проходив у районі моря Беллінсгаузена, який не відвідувався людьми через украй важку льодову обстановку. Корабельна команда не повинна була зимувати в Антарктиці, тому на борту було лише чотири комплекти полярного одягу. Амундсен запропонував пошити теплий одяг з вовняних ковдр червоного кольору, що були в надлишку на борту. .
Цинга стала головною проблемою екіпажу з настанням полярної ночі. Амундсен і корабельний лікар Фредерік Кук розпочали полювання на тюленів та пінгвінів, при зважуванні в травні Амундсен важив — 87,5 кг . Разом із Куком він також експериментував із полярним спорядженням, на практиці перевіривши властивості спальних мішків різних конструкцій.
5 червня 1898 від цинги і серцевих ускладнень помер магнітолог Е. Данко; незабаром матрос-норвежець Толефсен збожеволів і спробував пішки дійти до Норвегії .
В умовах розкладу і деморалізації команди спалахнув конфлікт між Жерлашем і Амундсеном. Жерлаш категорично відкидав всі рекомендації норвежця і до червня вже не вставав. Однак існувала угода з Географічним товариством Бельгії, за якою експедиція, незважаючи на всі обставини, «повинна залишатися під керівництвом лише офіцера-бельгійця». В результаті Амундсен, що на той час став старшим помічником командира, рішуче заявив Жерлашу, що «ніякої бельгійської експедиції для нього більше не існує». Однак він обмовився, що тепер розглядає «Бельжику» не як місце служби, а як звичайне судно, тому його обов'язком є вивести її з льодів.  В автобіографії, написаній чверть століття по тому, Амундсен коротко писав, що керівництво експедицією перейшло до нього.  Тільки 14 березня 1899 року «Бельжика» вийшла із зони пакових льодів, повернувшись в Антверпен 5 листопада того ж року. По приїзду в Брюссель, Амундсен був нагороджений найвищою державною нагородою Королівства Бельгія — Орден Леопольда I.

## Північно-Західний морський шлях
Повернувшись у 1899 році в Європу, він склав іспит на капітана, потім заручився підтримкою Нансена, купив стару 47-тонну вітрильно-моторну шхуну «Йоа» («Gjøa») і розпочав підготовку власної експедиції. Він хотів здійснити те, що не вдавалося досі нікому, — пройти Північно-Західним проходом. Три роки Амундсен ретельно готувався до подорожі. Він запрошував у подорож людей від тридцяти років, і кожний, хто йшов з ним, багато що знав і умів. Екіпаж «Йоа» складався з семи членів.
Через п'ятдесят років після так званого відкриття Північно-Західного проходу Мак-Клуром, Амундсен першим обігнув на яхті Північну Америку. Від Західної Ґренландії він, керуючись вказівкам книги Мак-Клінтока, повторив шлях експедиції Франкліна: від протоки Барроу попрямував протоками Піл і Франклін до північного краю острова Короля Вільгельма. Але, врахувавши згубну помилку Франкліна, Амундсен обігнув острів не із західної, а зі східної сторони, протоками Джеймса Росса і Рея, і провів дві зимівлі в гавані Йоа, біля південно-східного берега острова Короля Вільгельма. Звідти восени 1904 року він обстежив на човні найвужчу частину протоки Сімпсон, а в кінці літа 1905 року рушив прямо на захід, вздовж берега материка, залишаючи на півночі Канадський Арктичний архіпелаг. Він обійшов ряд мілководних, усіяних островами проток і заток і нарешті зустрів китобійні судна, прибулі з Тихого океану до північно-західних берегів Канади. Перезимувавши тут утретє, Амундсен улітку 1906 року пройшов через Берингову протоку в Тихий океан і закінчив плавання в Сан-Франциско.

## Підкорення Південного полюса
Наступним своїм завданням Амундсен вважав підкорення Північного полюса. Він хотів увійти у Північний Льодовитий океан через Берингову протоку і повторити, тільки в більш високих широтах, славнозвісний дрейф «Фрама». Нансен позичив йому своє судно. Поки йшла підготовка експедиції, Кук і Пірі оголосили, що Північний полюс уже підкорений.
«Щоби підтримати мій престиж полярного дослідника, — згадував Амундсен, — мені необхідно було якомога швидше досягнути будь-якого іншого сенсаційного успіху… я повідомив моїм товаришам, що оскільки Північний полюс відкритий, то я вирішив йти на Південний.» Усі учасники експедиції погодилися з цим.
19 жовтня 1911 року команда з п'яти чоловік на чотирьох санях, запряжених 13 собаками кожні, вирушила в дорогу. Спочатку шлях проходив по сніжній горбистій рівнині шельфового льодовика Росса. На 85-й паралелі поверхня круто пішла вгору — шельфовий льодовик закінчився. Почався підйом по крутих засніжених схилах. На початку підйому мандрівники влаштували головний склад продовольства із запасом на 30 днів. На весь подальший шлях Амундсен залишив продовольства з розрахунку на 60 днів. За цей термін він планував дійти до Південного полюса і повернутися назад до головного складу.
7 грудня 1911 року експедиція пройшла найпівденнішу точку, що досягалася до неї: три роки тому партія англійця Шеклтона досягла 88°23' пд. ш., але перед загрозою голодної смерті вимушена була повернути назад, не дійшовши до полюса всього 180 кілометрів.
14 грудня, на 35 днів раніше експедиції Скотта, експедиція Амундсена досягла точки на білій рівнині, на висоті 3000 метрів, де, за розрахунками, повинен був знаходитися Південний полюс. Вони залишили невеликий намет сіро-коричневого кольору, над наметом на тичці укріпили норвезький прапор, а під ним — вимпел з написом «Фрам». У наметі Амундсен залишив листа норвезькому королю з коротким звітом про похід і послання своєму супернику — Скотту.
Вся подорож Амундсена до Південного полюса і назад тривала 99 днів. Ось імена першовідкривачів Південного полюса: Амундсен, Оскар Вістінг, Гельмер Гансен, Сверре Гассель, Олаф Бйоланд.
7 березня 1912 року з міста Гобарта на острові Тасманія Амундсен сповістив світові про свою перемогу і вдале повернення експедиції.

## Північно-Східний морський шлях

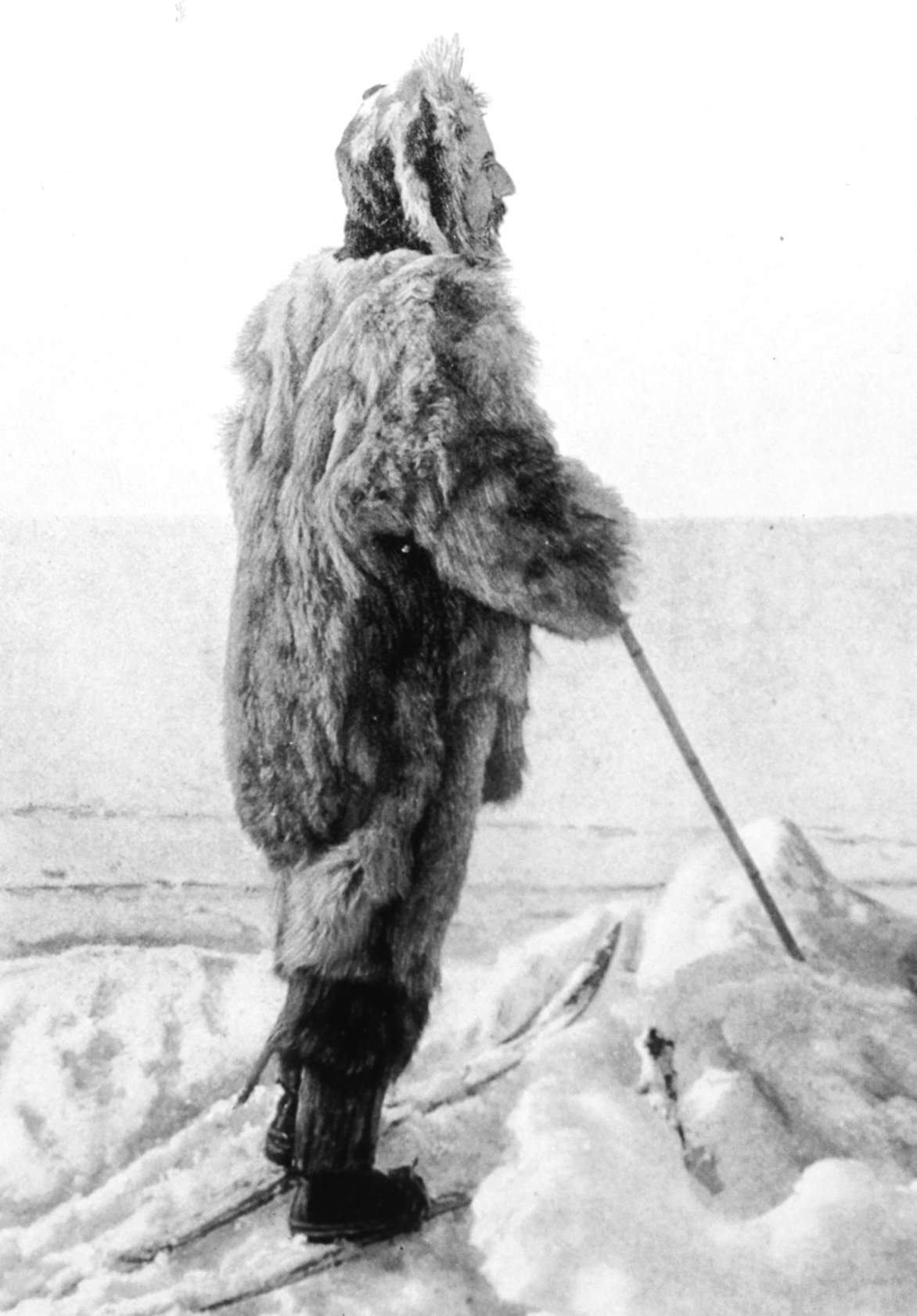
Амундсен на кризі

Після повернення з Антарктики Амундсен розпочав організацію давно задуманої експедиції в Північний Льодовитий океан, однак Перша світова війна стала йому на заваді. Все ж таки в липні 1918 року експедиція залишила береги Норвегії на новому, спеціально побудованому судні «Мод» («Maud»). Амундсен сподівався пройти вздовж берегів Сибіру Північним морським шляхом, а потім вморозити корабель у лід і перетворити його в дрейфуючу наукову станцію. Експедиція була завантажена інструментами для метеорологічних досліджень, вивчення земного магнетизму і була на той момент найкраще оснащеною з усіх, що будь-коли вирушали в полярні дослідження.
Льодові умови влітку 1918 року були дуже важкими, судно просувалось повільно, постійно застрягаючи в льодах. За мисом Челюскін, який обійшли 9 вересня, льоди остаточно зупинили судно, і довелось приготуватись до зимування. Лише через рік, 12 вересня 1919 року, «Мод» змогла продовжити шлях на схід, але це плавання тривали лише 11 днів. Друге зимування біля острова Айон забрало десять місяців. Влітку 1920 року Амундсен привів судно в селище Ном на Алясці.

## Трансарктичні перельоти
У 1925 році Амундсен вирішив здійснити пробний політ на літаку до Північного полюса від Шпіцбергена. Якби політ виявився вдалим, то потім він планував організувати трансарктичний переліт. Фінансувати експедицію викликався син американського мільйонера Лінкольн Елсуорт. Згодом Елсуорт не тільки фінансував повітряні експедиції норвежця, але й сам брав у них участь. Були придбані два гідроплани типу «Дорньє-Валь». Пілотами запросили відомих норвезьких льотчиків Рісера-Ларсена і Дітріхсона, механіками — Фойхта і Оскара Омдала. Обов'язки штурманів взяли на себе Амундсен і Елсуорт. У квітні 1925 року учасники експедиції, літаки і спорядження прибули пароплавом в Кінгсбей на Шпіцберген.

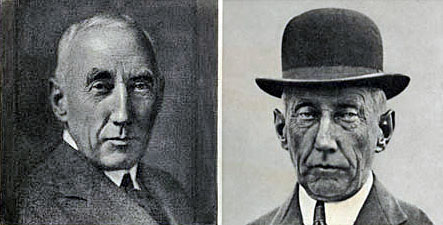
Амундсен до і після спроби авіаперельоту

21 травня 1925 року обидва літаки знялися в повітря і взяли курс на Північний полюс. На одному літаку перебували Елсуорт, Дітріхсон і Оскар Омдал , на іншому — Амундсен, Рісер-Ларсен і Фойхт. Приблизно за 1000 кілометрів від Шпіцбергена мотор літака Амундсена став давати перебої. На нещастя, в цьому місці серед льодів виявилися ополонки. Довелося здійснити посадку. Сіли порівняно вдало, але злетіти вже не змогли. Становище здавалося безнадійним. Відразу після аварії Амундсен ретельно підрахував усе, що в них було, і встановив жорсткий пайок.
Нарешті, 15 червня, на 24-й день після аварії, підморозило, і вони вирішили злетіти. Летіли вони, як виразився Амундсен, «маючи найближчим сусідом смерть». У разі вимушеної посадки на лід, навіть якби вони вціліли, їх чекала голодна смерть.
Зустріч у Норвегії була урочистою. Їх зустріли натовпи тріумфуючих людей. Це було 5 липня 1925 року. Здавалося, всі негоди Амундсена залишилися в минулому. Він був національним героєм. У 1925 році Елсуорт купив дирижабль, що отримав назву «Норге» («Норвегія»). Керівниками експедиції на Північний полюс були Амундсен і Елсуорт. Італійця Умберто Нобіле, творця дирижабля, запросили на посаду капітана. Команду сформували з італійців і норвежців.
О 9 годині 55 хвилин 11 травня 1926 року, в тиху ясну погоду, «Норге» взяв курс на північ, до полюса. На борту перебувало 16 чоловік. Через 15 годин 30 хвилин польоту, о 1 годині 20 хвилин 12 травня 1926 року, дирижабль був над Північним полюсом.
Повернення мандрівників було тріумфальним. 12 липня 1926 року Амундсен і його друзі прибули пароплавом в Норвегію, в Берген.

## Останні роки і загибель
Повернувшись до свого будинку Бунне-фіорде, під Осло, великий мандрівник зажив самотнім життям, дедалі більше замикаючись у собі. Він ніколи не був одруженим і не мав тривалих зв'язків із жінками. Спершу господарство вела його стара нянька, а після її смерті він став дбати про себе сам. Це не вимагало великих зусиль: жив по-спартанському, ніби перебував на борту судна.
Амундсен ставав дивним, продав усі ордени та почесні нагороди і відкрито посварився з багатьма колишніми соратниками. Фрітьйоф Нансен у 1927 році писав одному зі своїх друзів:
«У мене складається враження, що Амундсен остаточно втратив душевний спокій і не зовсім відповідає за свої вчинки».
Головним ворогом став Умберто Нобіле, якого він називав «зарозумілим, егоїстичним вискочкою», «безглуздим офіцером», «людиною дикою, напівтропічної раси». Нобіле, що став при Муссоліні генералом, в 1928 році задумав повторити переліт над Арктикою на новому дирижаблі «Італія» — цього разу в ролі керівника експедиції. 23 травня він вирушив зі Шпіцбергена і досяг полюса в запланований час. Однак на зворотному шляху радіозв'язок з ним перервався: через обледеніння зовнішньої оболонки дирижабль притиснувся до землі і розбився в крижаній пустелі, дев'ять уцілілих аеронавтів викинуло на дрейфуючий лід.
На порятунок експедиції Нобіле вирушили моряки і льотчики Італії, Норвегії, Радянського Союзу, Фінляндії, Франції, Швеції. Поспішив на допомогу й Амундсен. 18 червня 1928 року він вилетів на гідролітаку «Латам-47» («Latham») з французьким екіпажем з міста Тромсьо на півночі Норвегії і попрямував до Шпіцбергена. Через дві години, коли літак перебував у районі острова Медвежий у Баренцевому морі, радист повідомив, що політ триває в густому тумані та попросив радіопеленгацію. Незабаром після цього зв'язок обірвався. Що сталось, залишається невідомим, бо літака Амундсена й досі не знайдено.
Досліднику було тоді 55 років.
Умберто Нобіле та ще сімох його супутників виявили через п'ять днів після загибелі Амундсена.

## Коротка хронологія
- 1890—1892 — навчався на медичному факультеті в університеті міста Крістіанії.
- 1894—1899 — плавав матросом і штурманом на різних суднах.
- 1903—1906 — вперше пройшов на невеликому промисловому судні «Йоа» Північно-Західним проходом зі сходу на захід (від Гренландії до Аляски).
- 1911 — на судні «Фрам» вирушив у Антарктику. Вирушивши з Китової бухти на собаках, 14 грудня досягнув Південного полюса, на місяць випередивши англійську експедицію Р.Скотта.
- Влітку 1918 р. на чолі експедиції вирушив із Норвегії на судні «Мод» і в 1920 р. досягнув Берингової протоки.
- 1926 — очолив перший трансарктичний переліт на дирижаблі «Норвегія» за маршрутом Шпіцберген — Північний полюс — Аляска.
- 18 червня 1928 — на гідролітаку «Латам» вилетів на допомогу італійській експедиції Умберто Нобіле, що зазнала катастрофи в Північному Льодовитому океані на дирижаблі «Італія». Під час рятувальної виправи загинув у Баренцевому морі.

## Книжки українською
- Завоювання Південного полюса. Норвезька експедиція на «Фрамі» 1910—1912 р.р. Київ-Одеса, Молодий більшовик, 1935
- Південний полюс. Київ, Бородатий Тамарін, 2024. Перекладач Денис Ратушний[24].